# كارسون سميث (لاعب كرة قاعدة)
كارسون سميث (بالإنجليزية: Carson Smith) هو لاعب كرة قاعدة أمريكي، ولد في 19 أكتوبر 1989 في دالاس في الولايات المتحدة.

## وصلات خارجية
- كارسون سميث على موقع دوري كرة القاعدة الرئيسي (الإنجليزية)
- كارسون سميث على موقعبيزبول رفرنس.كوم (الدوري الرئيسي) (الإنجليزية)
- كارسون سميث على موقعبيزبول رفرنس.كوم (الدوري الثانوي) (الإنجليزية)
- كارسون سميث على موقع إي إس بي إن.كوم (أم.أل.بي) (الإنجليزية)
- كارسون سميث على موقع مشجعي الرسوم البيانية (الإنجليزية)